# بيوغليتازون
بيوغليتازون (بالإنجليزية: Pioglitazone)‏، (الاسم التجاري «أكتوس» Actos)، هو عقار من الأدوية الخافضة للسكر من زمرة التيازوليديندوينات. يسوق تجارياً باسم Actos بعيارات 15 و 30 و 45 ملغ.
(اسمه التجاري Actos)، هو دواء من فئة الثيازوليدينديون (TZD) ذو تأثير خافض للسكر في الدم، يستخدم لعلاج مرض السكري. كان Actos عاشر أفضل دواء مبيعا في الولايات المتحدة عام 2008، مبيعاته تخطت 2.4 مليار دولار.
في حين أن بيوغليتازون يقلل نسبة السكر بالدم، لم تسفر الدراسات على المخرجات الرئيسية للقلب والاوعية الدموية عن نتائج ذات أهمية [2]. ملف سلامة القلب والأوعية الدموية له أفضل مقارنة بـ روسيغليتازون (يسوق تجاريا باسم avandia), الذي سحب بسبب أمور متعلقة بزيادة الامراض القلبية.وجد أن بيوغليتازون له علاقة باورام المثانة وسحب من بعض الدول.

## الاستخدامات الطبية
يستخدم بيوغليتازون لمعالجة النوع الثاني من السكري إما وحده أو استخدامه مع سلفونيل يوريا أو ميتفورمين أو انسولين. على أي حال لا توجد فروقات احصائية واضحة على المخرجات المدروسة لكلا النظامين.
استُخدم بيوغليتازون أيضا لعلاج الكبد الدهني غير الناتج عن استهلاك الكحول، لكن هذا الاستخدام يعتبر تجريبيا في الوقت الحاضر.

## موانع الاستعمال
بيوغليتازون لا يمكن استخدامه في المرضى الذين يُعرفون بحساسيتهم لبيوغليتازون أو ثيازولدينديون أو أي من مكونات اشكاله الصيدلانية. إنه غير فعال بل ويُحتمل أن يكون ضارا في النوع الأول من السكري والحامض الكيتوني السكري وسلامته للحامل والمرضع ولعمر اقل من 18 سنة غير مُتحقق منها.
اعتمادا على خبرات سابقة لدواء قريب منه وهو تروغليتازون، تعتبر امراض الكبد الحادة من موانع استعمال بيوغليتازون.
الفشل القلبي من موانع استعمال بيوغليتازون وجميع الادوية الأخرى من عائلته (ثيازولدينديون). [4]

## تأثيره
زيادة التحسس (زياددة فاعلية) للأنسولين.

## الآثار الجانبية
نشرت جالاكسوسميث كلاين في شباط سنة 2007 اقرت بأن هنالك حدوث متزايد لكسور الاطراف العلوية والأيدي والأقدام في الإناث المصابات بمرض السكري الذين اُعطوا روسيغليتازون مقارنةً بالاشخاص الذين أُعطوا ميتفورمن أوغليبيرايد.بُنيت هذه المعلومات على بيانات من تجارب ADOPT.
بعد إصدار هذا البيان، اقرت شركة تاكيدا المطورة لبيوغليتازون (يباع في الاسواق باسم Atos) أن له نفس المضاعفات على المريضات الإناث. [2]بيوغليتازون (اسمه التجاري Actos)، هو دواء من فئة الثيازوليدينديون (TZD) ذو تأثير خافض للسكر في الدم، يستخدم لعلاج مرض السكري. كان Actos عاشر أفضل دواء مبيعا في الولايات المتحدة عام 2008، مبيعاته تخطت 2.4 مليار دولار.
في حين أن بيوغليتازون يقلل نسبة السكر بالدم، لم تسفر الدراسات على المخرجات الرئيسية للقلب والاوعية الدموية عن نتائج ذات أهمية [2]. ملف سلامة القلب والأوعية الدموية له أفضل مقارنة بـ روسيغليتازون (يسوق تجاريا باسم avandia), الذي سحب بسبب أمور متعلقة بزيادة الامراض القلبية.وجد أن بيوغليتازون له علاقة باورام المثانة وسحب من بعض الدول.

## الجرعة
فموياً 15 أو 30 ملغ/اليوم، وحتى 45 ملغ/اليوم، وإن لم تكف المعالجة الإفرادية يمكن اعتبار التشارك الدوائي باستعمال نفس الجرعة الأولية والتعديل حسب سير النتائج، ويعطى الدواء دون اعتبار لأوقات الطعام.

## الاستخدامات الطبية
يستخدم بيوغليتازون لمعالجة النوع الثاني من السكري إما وحده أو استخدامه مع سلفونيل يوريا أو ميتفورمين أو انسولين. على أي حال لا توجد فروقات احصائية واضحة على المخرجات المدروسة لكلا النظامين.
استُخدم بيوغليتازون أيضا لعلاج الكبد الدهني غير الناتج عن استهلاك الكحول، لكن هذا الاستخدام يعتبر تجريبيا في الوقت الحاضر.

## موانع الاستعمال
بيوغليتازون لا يمكن استخدامه في المرضى الذين يُعرفون بحساسيتهم لبيوغليتازون أو ثيازولدينديون أو أي من مكونات اشكاله الصيدلانية. إنه غير فعال بل ويُحتمل أن يكون ضارا في النوع الأول من السكري والحامض الكيتوني السكري وسلامته للحامل والمرضع ولعمر اقل من 18 سنة غير مُتحقق منها.
اعتمادا على خبرات سابقة لدواء قريب منه وهو تروغليتازون، تعتبر امراض الكبد الحادة من موانع استعمال بيوغليتازون.
الفشل القلبي من موانع استعمال بيوغليتازون وجميع الادوية الأخرى من عائلته (ثيازولدينديون). [4]
خطر نقص سكر الدم منحفض في غياب أدوية أخرى خافضة لنسبة السكر بالدم.
بيوغليتازون قد يسبب احتباس السوائل واستسقاء خارجي.وكنتيجة، يمكن أن يؤدي إلى فشل القلب الاحتقاني (التي تصبح اسوأ مع زيادة تحميل السوائل عند اولئك الذين في حالة خطر).من الممكن ان تسبب فقر دم. زيادة الوزن بشكل طفيف شائع بسبب زيادة الانسجة الدهنية تحت الجلد. في الدراسات، المرضى الذين أخذوا بيوغليتازون لديهم زيادة في نسبة التهابات الجهاز التنفسي العلوي، التهابات الجيوب الأنفية، صداع، الم عضلي، مشاكل الأسنان.
الإعطاء المستمر للدواء ادى إلى حالات عرضية من التهاب الكبد الركودي، قابل للانعكاس عند وقف الدواء.
في 30 آب عام 2007 , استنتجت لجنة المشورة في إدارة الغذاء والدواء ان استخدام روسيغليتازون لعلاج النوع الثاني من السكري كان مرتبطاً بزيادة خطر الإصابة احداث اقفار عضلة القلب عند مقارنتها بالعلاج المموه (الغفل) لكنه لا يوجد زيادة خطر عند مقارنتها بأدوية السكري الأخرى. اُصدر تحليل تلوي فيما بعد وأظهر أن بيوغليتازون قلل من خطر احداث قفار العضلة القلبية بالاحرى بدل زيادة الخطر، لكنه يزيد خطر الإصابة بالفشل القلبي.
دراسة البريسكوب قارنت بين بيوغليتازون وغلمبيرايد عند مرضى السكري، تم قياس حجم لويحة التصلب العصيدي وتتبعها على مدى الوقت.علاج جليمبيرايد احدث تقدم كبير وواضح في حجم اللويحة على مدى الوقت بمقدار.73% .بالمقارنة، بيوغليتازون قلل حجم اللويحة بمقدار 16. % .
هذه أول دراسة لاظهار ان علاج السكري يبطئ تقدم تصلب الشرايين.العلاج ببيوغليتازون يرفع الكوليسترول الجيد ويقلل الدهون الثلاثية والبروتين المتفاعل c , هذه هي الاثار المفيدة على مخاطر الإصابة بامراض الشريان التاجي، على أي حال، حتى هذا التاريخ، لا يوجد دواء مضاد للسكري اظهر تقليل مخاطر الإصابة بأمراض الجهاز القلبي الوعائي.

### سرطان المثانة
في 9 حزيران عام 2011 قررت المنظمة الفرنسية لسلامة صحة الاغذية سحب بيوغليتازون في صدد الخطر المرتفع لسرطان المثانة. هذا التعليق بُني على نتائج دراسات علم الاوبئة المعمولة من قبل شركة التأمين الصحية القومية الفرنسية.المؤسسة الفرنسية وجدت ان المرضى الذين يأخذون اكتوس لمدة طويلة لعلاج النوع الثاني من السكري، زادت خطر الإصابة لديهم بسرطان المثانة بشكل كبير مقارنة بالمرضى الذين يأخذون أدوية سكري أخرى. في 10حزيران عام 2011 نصحت منظمة فيدريل للادوية والخدمات الطبية بعدم وصف العلاج حتى يتم إجراء تحقيقات أخرى على خطر الإصابة بسرطان المثانة
في 15 حزيران عام 2011 أعلنت منظمة الصحة والغذاء الأمريكية أن استخدام بيوغليتازون لاكثر من سنة يمكن ان يرتبط بزيادة خطر الإصابة بسرطان المثانة، لذلك سيتم إضافة معلومات حول هذه المخاطر لجزء التحذيرات والاحتياطات في بطاقة التعريف الخاصة بالأدوية المحتوية على بيوغليتازون. سيتم مراجعة دليل التداوي الخاص المرضى لهذه الأدوية لتضمينه معلومات حول مخاطر الإصابة بسرطان المثانة.

## التداخلات الدوائية
أخذه مع السلفونيل يوريا أوالانسولين تزيد بشكل اسي خطر الإصابة بانخفاض السكر في الدم.العلاج ببيوغليتازون يزيد فرصة الحمل عند النساء اللواتي يأخذن اقراص منع الحمل.

## علم الأدوية
بيوغليتازون يحفز بشكل محدد مستقبلات PPAR-γ وبنسبة اقل PPAR-α. .حيث تنظم نسخ الجينات الحساسة للأنسولين المتضمنة في التحكم بأيض الجلوكوز والدهون في العضلات والخلايا الدهنية والكبد.وبالنتيجة يقلل بييوغليتازون مقاومة الأنسولين في الكبد والخلايا الطرفية، يزيد صرف الجلوكوز المعتمد على الأنسولين، يقلل سحب الجلوكوز من الكبد، يقلل كمية الجلوكوز، الأنسولين والالهيموغلوبين الغليكوزيلاتي في الدم، ويقلل نسبة الترايغليسرايد ويزيد البروتين الشحمي عالي الكثافة HDL من دون تغيير نسبة البروتين الشحمي منخفض الكثافة LDL ونسبة الكوليستيرول الكلي مع الأشخاص الذين لديهم اضطرابات في ايض الدهن، بالرغم أن الستاتين هوالعلاج الأول لهذه الحالة. حديثاً وجد أن بيوغليتازون وغيره من الثيازولدينديونات اظهرت انها ترتبط مع بروتين في الغلاف الخارجي للميتوكندريا mitoNEET بتجاذب قريب من تجاذب البيوغليتازون مع PPAR-γ.

## التآثرات
- موانع الحمل الفموية: قد تنقص فعالية المانع الفموي بمقدار 30%.
- جهاز السيتوكروم ب 450 : يستقلب البيوغليتازون جزئياً بأحد خمائر السيتوكروم ولهذا يتآثر مع الأدوية الأخرى التي تؤثر على هذه الخمائر أو تتأثر بها.

## الآثار الضارة
- الجملة العصبية المركزية: ألم رأس
- الاستقلاب: سوء حالة السكري
- التنفس: التهاب الطرق التنفسية العلوية، التهاب الجيوب، التهاب البلعوم. وكذلك الألم العضلي واضطراب الأسنان والوذمة.

## احتياطات
- الحمل: زمرة ج
- الإرضاع: غير مدروس
- الأطفال: لم تدرس الفعالية والسلامة
- الإباضة: قد يسبب إباضة عند النساء متوقفي الإباضة بسبب قرب سن اليأس (وينصح باستعمال مانع للحمل)
- الوذمة: ينبغي الحذر
- الوظيفة الكبدية: الأدوية المشابهة أظهرت سمية كبدية نادرة ولذا يراقب أنزيمات الكبد والأعراض الكبدية.

## تعليمات
1. لا يعطى لمرضى الكبد أو من ترتفع لديهم أنزيمات الكبد أو لمرضى الداء السكري النمط الأول
2. يعطى الدواء مرة يومياً والأفضل صباحاً ولا علاقة لها بالوجبات
3. تقاس خمائر الكبد قبل العلاج وكل شهرين أو عام ثم دورياً
4. يقاس سكر الدم بانتظام لملاحظة وجود نقص أو زيادة سكر الدم وإبلاغ مقدم الرعاية الصحية.
5. يجب إبلاغ الطبيب عند ظهور أياً من العلامات التالية:

- الغثيان
- الإقياء
- الألم البطني
- التعب
- فقد الشهية
- البول الغامق
- اصفرار الجلد أو العينين

## المؤشّرات والاستخدامات
يستخدم البيوغليتازون لعلاج داء السكري من النوع الثاني (المعروف بداء السكري الغير معتمد على الأنسولين NIDDM) مع السلفونيليوريا، الميتفورمين والأنسولين سوياً. تم استخدام البيوغليتازون أيضاً لعلاج التهاب الكبد الدهني غير الكحولي ولكن في الوقت الحاضر يعتبر هذا الاستخدام تجريبي. كما أنه تبين أن البيوغليتازون يقلّل من خطر تطوّر حالة مقدّمات السكري إلى داء السكري من النوع الثاني بنسية 72%.

## الأسماء التجارية
بيوغليتازون يسوق بالاسم التجاري Actos في الولايات المتحدة الأمريكية، كندا، وألمانيا .
Glustin في أوروبا، Pioz في الهند عن طريق Zydus Cadila وUSV Limited بالترتيب. Zactos في المكسيك عن طريق Takeda Pharmaceuticals.
في17 آب عام 2012 مؤسسة الغذاء والدواء الأمريكية اعلنت ترخيص النسخة غير مسجلة الملكية من اكتوس.